# Бразильсько-еквадорські відносини

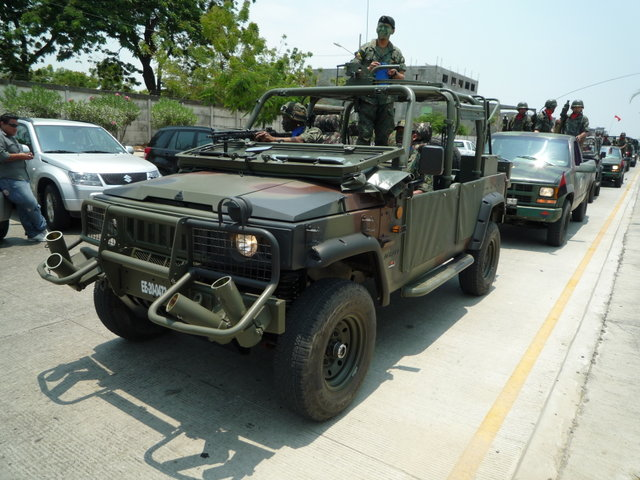
Бразильські автомобілі Agrale Marruá на службі еквадорського війська

Бразильсько-еквадорські відносини - двосторонні дипломатичні відносини між Бразилією та Еквадором, встановлені в листопаді 1844 і відтоді відрізняються стабільністю. Бразилія відіграла важливу посередницьку роль у підписанні мирної угоди між Еквадором та Перу, які були залучені до прикордонного конфлікту з 1828. Країни прагнуть регіональної інтеграції Південної Америки в рамках Союзу південноамериканських націй (УНАСУР), а також Латинської Америки та Антильських островів у рамках Співтовариства країн Латинської Америки та Карибського басейну (СЕЛАК).
На додаток до УНАСУР і СЕЛАК, разом з Болівією, Колумбією, Гаяною, Перу, Суринамом і Венесуелою, країни також є частиною Організації Договору про співробітництво в басейні річки Амазонки, створеної 13 липня 1978 з метою сприяння кооперації регіону, захисту суверенітету держав-членів над територіями Амазонії. У 2004 Еквадор став асоційованим членом Меркосур.

## Історія
У листопаді 1844 країни встановили дипломатичні відносини, коли імператор Бразилії Педру II призначив Мануеля Черкейру Ліму керуючим справами в Республіці Нова Гранада та Еквадорі, з резиденцією у Боготі.
У січні 1873 відкрито дипломатичне представництво Бразилії в Кіто, а Едуардо Калладо став керуючим справами.
У жовтні 2008 почалася дипломатична криза між країнами, коли президент Еквадору Рафаель Корреа без попереднього повідомлення розпорядився вигнати бразильську будівельну компанію «Odebrecht» з країни. Ця компанія за участю капіталу Бразильського банку розвитку брала участь у будівництві гідроелектростанції в Кіто, що коштувало майже 500 мільйонів реалів, і в результаті мало забезпечити близько 12% всієї енергії по країні.
У листопаді 2007 почалися роботи, які були припинені всього через сім місяців, оскільки в конструкції були виявлені структурні недоліки. Уряд Еквадору попередив компанію про відповідальність за порушення термінів будівництва та подальше припинення вироблення електроенергії, що завдало різних збитків населенню. Зіткнувшись із проблемами, Рафаель Корреа пред'явив «Odebrecht» ультиматум, щоб вони оперативно усунули завдані збитки, а також зажадав, щоб компанія виплатила компенсацію за збитки, спричинені нестачею електроенергії . Проте Odebrecht відмовився виплачувати компенсацію уряду Еквадору. Таким чином, суперечки загострилися і закінчилися вигнанням "Odebrecht" з Еквадору .
Після вигнання компанії «Odebrecht» з Еквадору президент Бразилії Луїс Інасіу Лула да Сілва скасував візит до цієї країни. Еквадор висловив жаль на таку реакцію уряду Бразилії.
31 серпня 2016, після затвердження імпічменту президента Ділми Русеф сенатом Бразилії, президент Еквадору Рафаель Корреа заявив у своєму акаунті в соціальній мережі Twitter, що він на знак протесту відкличе посла країни з Бразилії.

## Надання допомоги
11 липня 2011 уряд Бразилії ухвалив рішення подарувати літак ВПС Бразилії De Havilland Canada DHC-5 Buffalo збройним силам Еквадору .

## Дипломатичні представництва
- Бразилія має посольство в Кіто, а також почесні консульства в Гуаякілі та Куенці[9].
- Еквадор містить посольство в Бразиліа, консульства в Сан-Паулу і Ріо-де-Жанейро, почесні консульства в Порту-Алегрі, Кампінасі, Сантусі, Ресіфі, Форталезі та Манаусі[10].